# Bis zum Untergang
Bis zum Untergang (Originaltitel: Jusqu’au déclin) ist ein kanadischer Thriller aus dem Jahr 2020. Der Film wurde von Patrice Laliberté inszeniert und basiert auf einer Idee von Charles Dionne und Nicolas Krief. Er erzählt die Geschichte einer Gruppe Prepper, die an einem Workshop teilnehmen um für den Ernstfall einer Naturkatastrophe oder eines Wirtschaftszusammenbruchs gewappnet zu sein.
Der Film hatte seine Premiere beim Filmfestival Rendez-vous Québec Cinéma im Februar 2020 und wurde später von Netflix in 32 Sprachen übersetzt und veröffentlicht.

## Handlung
Der Protagonist Antoine ist ein leidenschaftlicher Prepper und fest davon überzeugt, dass die bekannte Zivilisation früher oder später durch Naturkatastrophen oder den Zusammenbruch der Wirtschaft untergehen wird. Er trainiert regelmäßig mit seiner Frau und seiner Tochter die Flucht aus ihrem Haus, bevorratet Lebensmittel und bezieht wertvolle Informationen aus den YouTube-Videos von Alain, der als ausgewiesener Experte in der Prepper-Szene gilt.
Eines Tages erhält Antoine von Alain die Nachricht, dass ein anderer Teilnehmer seines Survival-Workshops abgesprungen ist und er den freien Platz einnehmen könne. Ohne zu zögern nimmt Antoine das Angebot an. Bei seiner Ankunft in der Wildnis von Nord-Québec wird Antoine schnell klar, wie ernst Alain das Training für die Kursteilnehmer nimmt. Jeder Besucher muss sein Mobiltelefon abgeben und wird mit einer präparierten Skibrille, die die Sicht einschränkt, von Alain mit einem Schneemobil auf sein Anwesen gebracht. Dort lernt Antoine die anderen Teilnehmer kennen: die ehemalige Soldatin Rachel, den passionierten Jäger François, den Verschwörungstheoretiker David, sowie Anna und Sebastien.
Während die ersten Tage des Survival-Trainings, zu denen Arbeiten im Gewächshaus, Lauf- und Schießübungen gehören, reibungslos verlaufen, kommt es nach der Herstellung von Sprengstoff zu einem tragischen Zwischenfall. Beim Versuch, die Bomben zu verstauen, detonieren sie und verletzen François schwer. Als Alain und David sich weigern, aus Angst vor einer Verhaftung die Polizei zu rufen, eskaliert die Situation und ein Streit bricht aus. Um Antoine, Rachel, Anna und Sebastien an der Flucht zu hindern, greift Alain Anna an, bricht ihr die Nase und schießt ihr ins Bein. Dies verschärft die Situation allerdings nur noch weiter, und Antoine, Rachel und Sebastien gelingt vorerst die Flucht.
Nachdem Sebastien in einer von Alain aufgestellten Schlingfalle gehängt wird, nehmen Alain und David, die über ein Signal informiert wurden, die Verfolgung auf. Doch die flüchtigen Antoine und Rachel sind ihnen stets einen Schritt voraus. Sie brechen in einen sogenannten Bug Out Shelter ein und plündern Nahrung, Waffen, Munition und ein GPS-Gerät. Als Alain und David dies bemerken, beschließen sie, die Flüchtenden, die sich nur wenige Meter entfernt in Büschen verstecken, zu töten und nehmen die Verfolgung wieder auf.
Als Antoine und Rachel den Ort erreichen, an dem sie vor Beginn des Survival-Trainings ihre Autos geparkt haben, geraten sie in einen von David geplanten Hinterhalt. Dieser hatte zuvor alle Reifen der Fahrzeuge zerstochen. Als Antoine dies bemerkt, wird er von David mit einem gezielten Kopfschuss getötet. Nach einem Schusswechsel mit Rachel gelingt es ihr, David zu überwältigen und zu töten. Daraufhin beschließt sie, zum Anwesen von Alain zurückzukehren, um Anna zu retten. Kurze Zeit später trifft auch Alain am Parkplatz ein, entdeckt die Leichen von Antoine und David und kehrt ebenfalls zu seinem Anwesen zurück.
Rachel findet bei ihrer Ankunft im Anwesen nur noch Annas Leiche vor, zündet das Gewächshaus mit Benzin an und verschanzt sich im Haus. Als Alain ebenfalls dort eintrifft, kommt es zu einem Schusswechsel und einem anschließenden Nahkampf, bei dem Rachel es schließlich gelingt, Alain zu überwältigen. Sie fesselt ihn und fährt mit ihm auf dem Schneemobil davon.

## Rezeption

### Kritik
Der Film konnte bislang 91 Prozent aller Kritiker bei Rotten Tomatoes überzeugen und erhielt eine durchschnittliche Bewertung von 6,5 der möglichen 10 Punkte. Dort wird unter anderem die Gradlinigkeit und die Spannung insbesondere in der zweiten Hälfte des Films gelobt.
Der Deutsche Filmdienst fasste zusammen: „Ein Familienvater und andere Teilnehmer bereiten sich mittels eines Survival-Trainings in der Wildnis Kanadas auf potenzielle Krisen- und Endzeit-Szenarien vor. Neben Kenntnissen, wie man sich autark mit Lebensmitteln, Strom etc. versorgt, impliziert das auch das Training mit Waffen, um nach dem Zusammenbruch der Zivilisation die eigene Enklave verteidigen zu können. Doch dann geschieht ein fataler Unfall; die Teilnehmer sind sich uneinig, wie sie damit umgehen sollen, und schon müssen sie wirklich ums Überleben kämpfen - gegeneinander. Ein dichter, geradliniger Thriller, der die Paranoia der Prepper-Szene aufgreift und konsequent in ihrer Hysterie bloßstellt.“
Annett Scheffel von der Süddeutschen Zeitung urteilte: „‚Bis zum Untergang‘ verwandelt sich in der zweiten Hälfte in eine actionreiche Verfolgungsjagd durch die Winterwälder – die Prepper müssen sich von nun an vor allem gegenseitig überleben. Ein Szenario, für das sie zwar trainiert haben, auf das sie so aber doch nicht vorbereitet waren. Der Regisseur Patrice Laliberté inszeniert das als klassischen, aber sehr effektiven Überlebensthriller, von der Stimmung her irgendwo zwischen ‚The Grey – Unter Wölfen‘ und ‚Wind River‘, der glaubwürdig bleibt, mit Perspektivwechseln überrascht und auch den kanadischen Originalschauplätzen ihren großen Auftritt lässt. Ein bisschen schade ist nur, dass mit dieser eigentlich angenehmen Gradlinigkeit auch die Qualität des Films als prä-apokalyptische Gesellschaftsstudie verblasst.“
Oliver Armknecht von film-rezensionen.de meinte, der Film „beginnt mit einem ungewöhnlichen Szenario, wenn eine Gruppe von Menschen sich auf den Weltuntergang vorbereiten. Sobald es ernst wird, verwandelt sich der Film jedoch in einen recht gewöhnlichen Survival-Thriller, der vereinzelt spannende Szenen bietet, insgesamt aber nichts Besonderes ist.“

### Auszeichnungen
Canadian Screen Award 2021
- Nominiert für Bester Filmschnitt (Arthur Tarnowski)[6]

Jutra Awards 2021
- Nominiert für Bester Filmschnitt (Arthur Tarnowski)[7]

Le Gala Québec Cinema 2021
- Nominiert für Beste Hauptdarstellerin (Marie-Evenyne Lessard)
- Nominiert für Bester Hauptdarsteller (Réal Bossé)
- Auszeichnung für Beste visuelle Effekte (Sébastien Chartier, Jean-François Ferland, Marie-Claude Lafontaine)[8]